# Faculdades e Colégio Aphonsiano
Faculdades e Colégio Aphonsiano, mais conhecida como Aphonsiano, é uma instituição de ensino infantil, fundamental, médio e superior do município brasileiro de Trindade, no estado de Goiás. Foi fundada em 20 de junho de 1990 pelo professor Marcos Antônio de Queiroz.
Quando referida somente ao ensino superior, a instituição recebe o nome de Instituto Aphonsiano de Ensino Superior (IAESup), estabelecida em 27 de dezembro de 1999. O curso de Direito recebe destaque pelo reconhecimento do Ministério da Educação com nota 4/5.